# Strikeforce Challengers: Lindland vs. Casey
Strikeforce Challengers: Lindland vs. Casey foi um evento de artes marciais mistas organizado pelo Strikeforce. O oitavo episódio do Challengers ocorreu em 21 de maio de 2010 no Rose Garden Arena em Portland, Oregon. O evento teve audiência estimada de 249,000 telespectadores, com picos de 294,000 na Showtime.

## Ligações Externas
- Site Oficial do Strikeforce

1. ↑  A luta foi interrompida por um golpe no olho.